# Tristan Tzara
Tristan Tzara (o Izara), seudónimo de Samuel Rosenstock (Moinești, 16 de abril de 1896-París, 25 de diciembre de 1963) fue un poeta, ensayista y artista de performance rumano. Fue uno de los fundadores del movimiento antiarte conocido como dadaísmo, del que es considerado como su máximo exponente y figura. Fue una figura clave en la vanguardia poética de principios de siglo, anticipando la llegada del surrealismo.

## Biografía
Vivió en Francia casi toda su vida. Fue uno de los autores más importantes del dadaísmo, que fundó junto con Jean Arp y Hugo Ball, una corriente artística de vanguardia totalmente revolucionaria en el sentido de que buscó romper con todos los parámetros establecidos a lo largo de la extensión de la historia del arte occidental, tanto que hoy día es catalogada como «antiarte». El dadaísmo fue una especie de padre fundador para gran cantidad de movimientos artísticos, entre ellos el surrealismo, el estridentismo, y en cierta medida el arte pop de los años 1960.

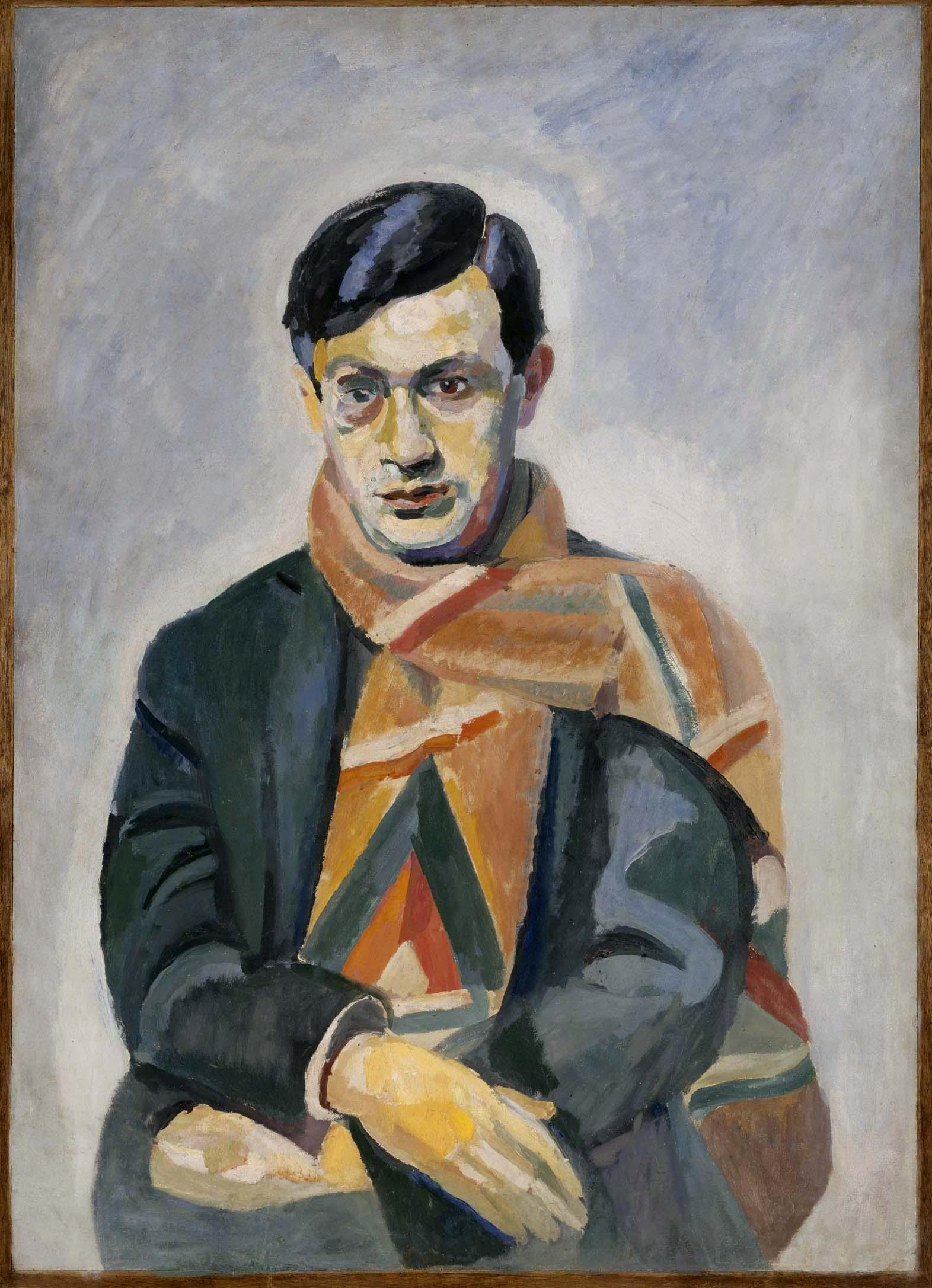
Retrato de Tristan Tzara. Robert Delaunay, 1923. Museo Nacional Centro de Arte Reina Sofía.

El movimiento dadaísta se originó en Zúrich durante la I Guerra Mundial y en contra de esta; Tzara (llamado también Izara) escribió los primeros textos dadaístas — La Première Aventure céleste de Monsieur Antipyrine («La primera aventura celestial del señor Antipirina», 1916) y Vingt-cinq poèmes («Veinticinco Poemas», 1918), así como los manifiestos del movimiento: Sept manifestes Dada («Siete manifiestos dadá», 1924). En París organizó, con sus compañeros de movimiento, espectáculos callejeros plenos de absurdismo para épater le bourgeois, «escandalizar a la burguesía», y dio un poderoso impulso a la escena dadaísta. Hacia fines de 1929 se embarcó en el recién inaugurado movimiento surrealista de André Breton, Louis Aragon y otros autores; dedicó grandes esfuerzos a intentar conciliar las doctrinas filosóficas nihilistas y sofisticadas del movimiento con su propia afiliación marxista. Participó activamente en el desarrollo de los métodos de escritura automática, entre ellos el collage y el cadáver exquisito. De esa época data su libro L'Homme approximatif («El hombre aproximativo», 1931).
Durante la II Guerra Mundial se incorporó a la resistencia francesa; tras obtener la ciudadanía en 1947, se afilió al Partido Comunista Francés. Su militancia se extendería hasta 1956, cuando, tras la invasión de Hungría por las tropas soviéticas para apagar la revuelta popular, se apartó del partido. Su obra de la época es característicamente compleja, aunque más convencional que en su juventud; en ella destacan Parler seul («Hablar solo», 1950) y La face intérieure («El rostro interior», 1953).

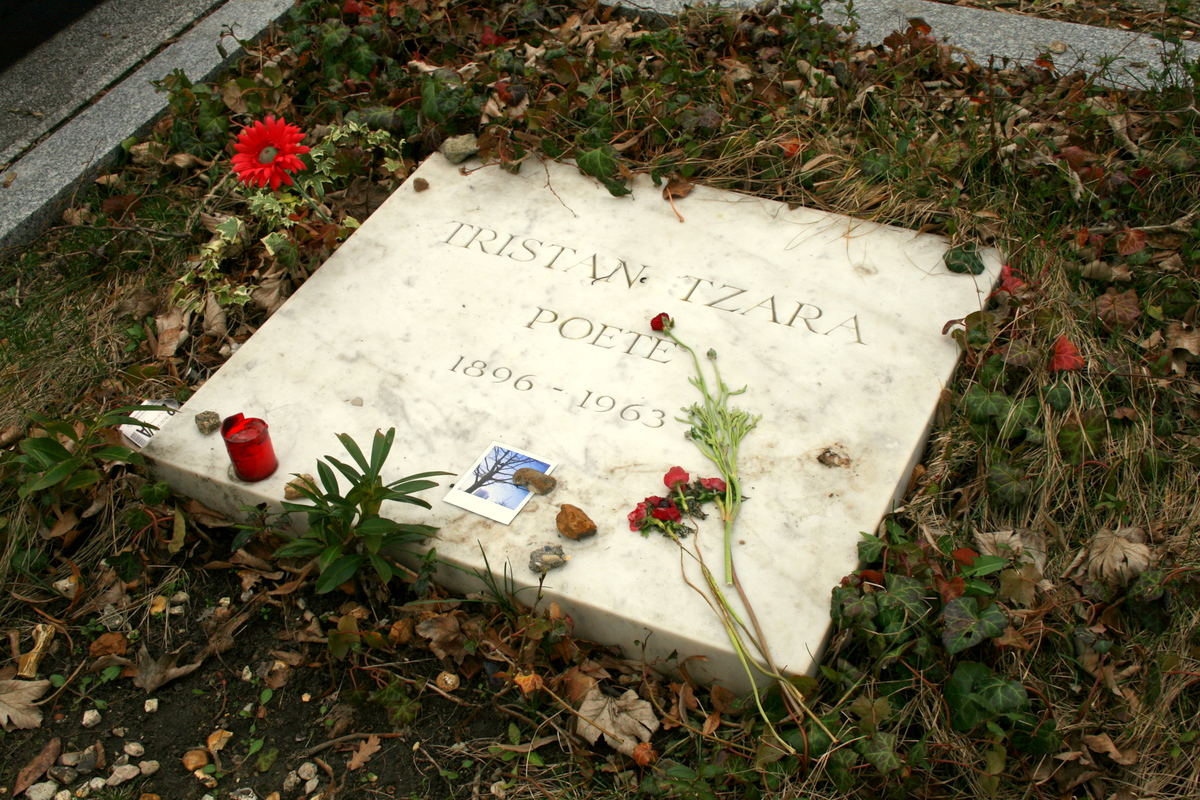
Tumba de Tristan Tzara en el cementerio de Montparnasse de París

Murió en diciembre de 1963 en París, y fue enterrado en el cementerio de Montparnasse.

## Influencia
Además de los muchos autores que se sintieron atraídos por el dadaísmo gracias a sus actividades de promoción, Tzara fue capaz de influir en sucesivas generaciones de escritores. Así ocurrió en su país natal en 1928, cuando el primer manifiesto vanguardista publicado por la revista unu, escrito por Sașa Pană y Moldov, citaba como mentores a Tzara, a los escritores Breton, Ribemont-Dessaignes, Vinea, Filippo Tommaso Marinetti y Tudor Arghezi, así como a los artistas Constantin Brâncuși y Theo van Doesburg. Uno de los escritores rumanos que reivindicó la inspiración de Tzara fue Jacques G. Costin, que sin embargo ofreció una acogida igualmente buena tanto al dadaísmo como al futurismo, mientras que el ciclo del Zodiaco de Ilarie Voronca, publicado por primera vez en Francia, se considera tradicionalmente deudor de El hombre aproximado. El cabalista y autor surrealista Marcel Avramescu, que escribió durante la década de 1930, también parece haberse inspirado directamente en los puntos de vista de Tzara sobre el arte. Otros autores de esa generación que se inspiraron en Tzara fueron el escritor futurista polaco Bruno Jasieński, el poeta japonés y pensador zen Takahashi Shinkichi, y el poeta chileno y simpatizante dadaísta Vicente Huidobro, que lo citó como precursor de su propio Creacionismo.
Precursor inmediato del Absurdismo, fue reconocido como mentor por Eugène Ionesco, que se basó en sus principios para sus primeros ensayos de crítica literaria y social, así como en farsas trágicas como La soprano calva. La poesía de Tzara influyó en Samuel Beckett (que tradujo parte de ella al inglés); la obra teatral de 1972 del autor irlandés Not I comparte algunos elementos con El corazón de gas. En Estados Unidos, el autor rumano es citado como influencia para los miembros de la Generación Beat. El escritor beat Allen Ginsberg, que lo conoció en París, lo cita entre los europeos que influyeron en él y en William S. Burroughs. Este último también mencionó el uso que hacía Tzara del azar al escribir poesía como un ejemplo temprano de lo que se convirtió en la técnica del cut-up, adoptada por Brion Gysin y el propio Burroughs. Gysin, que conversó con Tzara a finales de la década de 1950, recoge la indignación de este último por el hecho de que los poetas Beat estuvieran "volviendo sobre el terreno que nosotros [los dadaístas] cubrimos en 1920", y acusa a Tzara de haber consumido sus energías creativas en convertirse en un "burócrata del Partido Comunista".
Entre los escritores de finales del siglo XX que reconocieron a Tzara como fuente de inspiración se encuentran Jerome Rothenberg, Isidore Isou y Andrei Codrescu. El antiguo situacionista Isou, cuyos experimentos con los sonidos y la poesía se suceden a los de Apollinaire y Dadá, declaró que su letrismo era la última conexión del ciclo Charles Baudelaire-Tzara, con el objetivo de disponer "una nada [... Durante un breve periodo, Codrescu adoptó incluso el seudónimo de Tristan Tzara. Recordó el impacto que le causó haber descubierto la obra de Tzara en su juventud, atribuyéndole el mérito de ser "el poeta francés más importante después de Rimbaud".
En retrospectiva, varios autores describen los espectáculos dadaístas y las actuaciones callejeras de Tzara como "happenings", palabra empleada por posdadaístas y situacionistas, acuñada en los años 50. Algunos también atribuyen a Tzara haber proporcionado una fuente ideológica para el desarrollo de la música rock, incluido el punk rock, la subcultura punk y el post-punk. Tristan Tzara ha inspirado la técnica compositiva de Radiohead, y es uno de los autores vanguardistas cuyas voces mezcló DJ Spooky en su álbum de trip hop Rhythm Science. El músico rumano de música clásica contemporánea Cornel Țăranu puso música a cinco poemas de Tzara, todos ellos de la época posterior al dadaísmo. Țăranu, Anatol Vieru y otros diez compositores colaboraron en el álbum La Clé de l'horizon, inspirado en la obra de Tzara.

## Obras
- Veinticinco poemas (1918)
- Lampisterías (1917-1922)
- Cine calendario del corazón abstracto(1920)
- De nuestros pájaros (1923)
- Siete manifiestos dadá (1924-1932)
- Minutos para gigantes (1919)
- Pañuelo de nubes Teatro (1925)
- Guía de caminos del corazón (1928)
- Árbol de viajeros (1930)
- Trampa en la hierba (1930)
- El hombre aproximativo (1931)
- Manantial de los años (1931)
- El pocero de las miradas (1932)
- Dónde beben los lobos (1932)
- El Desesperanto (1932-1933)
- El Anticabeza (1933)
- Resumido por la noche (1934)
- Granos y Salvado Ensayo poético (1935)
- Cambios radiantes (1935-1936)
- La mano pasa (1935)
- La segunda aventura celestial del señor Antipirina (1938)
- Sures alcanzados (1939)
- Carretera de único sol (1944)
- Vamos bien (1944)
- Corazón a gas Teatro (1946)
- Mientras tanto (1946)
- Señal de vida (1946)
- Tierra sobre tierra (1946)
- Veinticinco y un poemas (1946)
- La huida Teatro (1947)
- Fases (1949)
- Sin disparar un tiro (1949)
- Único lenguaje (1950)
- Acerca de la memoria humana (1950)
- Primera mano (1952)
- La cara interior (1953)
- En primera línea de fuego (1955)
- Buen momento (1955)
- El fruto permitido (1956)
- La rosa y el perro (1959)
- De la copa a los labios. Antología (1962)
- Primeros poemas rumanos Póstumo (1965)
- 4O Canciones y descanciones Póstumo (1971)
- Juglar de la época Inédito
- El poder de las imágenes Escritos sobre arte. Inédito
- Las esclusas de la poesía. Escritos sobre poesía. Inédito.
- Obras completas, 6 Tomos (1975-1982)

## Traducciones al español
Poesía
- Poemas. Traducción, selección y prólogo de Fernando Millán. Madrid: Colección Visor de poesía 2 - Alberto Corazón Editor, 2011.
- El hombre aproximativo. Traducción y prólogo de Fernando Millán. Madrid: Colección Visor de poesía 55 - Alberto Corazón Editor, 1975. Reediciones: 1982, 2001. ISBN 84-7053-145-X
- Los primeros poemas (poemas rumanos). Edición bilingüe español-rumano. Versión castellana, estudio introductorio y notas sobre el dadaísmo por Darie Novaceanu. Zaragoza: Prensas Universitarias de Zaragoza - Colección La Gruta De Las Palabras N.º 45, 2002. ISBN 978-84-7733-615-0.
- El hombre Aproximado Introducción y traducción de Alfredo Rodrigues López-Vázquez. Cátedra 2014 ISBN 978-84-376-3221-6
- De nuestros pájaros Estudio introductorio, notas y traduccción del prof. Francisco Deco Universidad de Cádiz 2010  ISBN 978-84-9828-304-4
- ¡Las 40!. Traducción y prólogo de Manuel Puertas Fuertes. Ilustraciones de Marcelino Sesé. Edición bilingüe francés-español. Huesca: Autoedición, 2021. ISBN 978-84-09-31962-6
- Granos y salvado. Incluído en Aproximando a Tzara, ensayo introductorio y traducción de Manuel Puertas Fuertes. Huesca. Autoedición, 2021. ISBN 978-84-09-32273-2

Manifiestos
- Siete manifiestos Dada. Traducción de Huberto Haltter. Barcelona: Tusquets Editores - Cuadernos ínfimos 33 - Serie los heterodoxos vol. 10, 1979. Reediciones: 1981, 1983, 1987. ISBN 84-7223-533-5. En colección Fábula: 1999. ISBN 978-84-8310-629-7

Compilaciones
- «El Corazón a gas» y «La Huida», en: Teatro Dadá. Edición de Gian Renzo Morteo (y) Ippolito Simonis. Traducción de José Escué. Barcelona: Barral editores – Breve biblioteca de respuesta 8, 1971. Incluye obras de Aragón, Artaud, Breton, Picabia, Ribemont-Dessaignes, Soupault, Vitrac, y Tzara.
- Poemas en rumano de Tzara, en: Poesía rumana contemporánea. Edición bilingüe. Edición y traducción de Darie Novaceanu. Barcelona: Barral editores, 1972.
- Manifiestos y otros textos de Tzara, en: Dadá Documentos. Introducción y recopilación de Ida Rodríguez Prampolini. Estudio de Rita Eder. Traducción de Elena de la Peña. México D. F.: Universidad Nacional Autónoma de México – Instituto de Investigaciones Estéticas - Monografías del arte 1, 1977. De Tzara contiene: Manifiestos (pp. 136-165), «Conferencia sobre dadá» (pp. 2015-3000), «Dadá en New York» (pp. 185-186).